# Anemurium
Anemurium (en griego antiguo: Ἀνεμούριον, romanizado: Anemourion), también llamada Animurium, es una antigua ciudad cuyas ruinas, ahora llamadas Eski Anamur o Anemuryum, están cerca de la moderna ciudad turca de Anamur. Estaba en la provincia romana de Cilicia, más tarde Isauria, y ubicada cerca de un alto promontorio (cabo Anamur) que marca el punto más al sur de Asia Menor, a sólo 64 km de Chipre. En la Edad Media, se conoció como Stallimur.

## Historia
Anemurium ya existía en el período helenístico. En el año 52 d. C., fue sitiada por una tribu local, conocida como los cietae, dirigida por Troxobor, pero Antíoco IV de Comagene rompió el sitio y después de ejecutar a Troxobor y algunos de los principales jefes, perdonó al resto. Estuvo bajo una amenaza similar en 382. Las monedas de su ceca sobreviven desde la época de Antíoco IV de Comagene (38–72) hasta Valeriano (253–259). En 260, fue capturada por los sasánidas, un evento que provocó el declive de Anemurium durante muchas décadas, pero siguió siendo próspera hasta mediados del siglo VII, cuando fue abandonada más o menos por completo, probablemente debido a que la ocupación árabe de Chipre hizo insegura la costa.

## Obispado
Jacobo, obispo de Anemurium, participó en el Concilio de Calcedonia en 451. Eufronio fue signatario de la carta por la que los obispos de la provincia romana de Isauria, a la que pertenecía Anemurium, protestaron ante el emperador bizantino León I en 458 por el asesinato de Proterio de Alejandría. Ioannes fue depuesto por Justino I en 518 por apoyar las opiniones de Severo de Antioquía. Mamas estuvo en el Concilio Quinisexto de 692.
Ya no es un obispado residencial. Anemurium está catalogado hoy por la Iglesia Católica como una sede titular.

## Restos

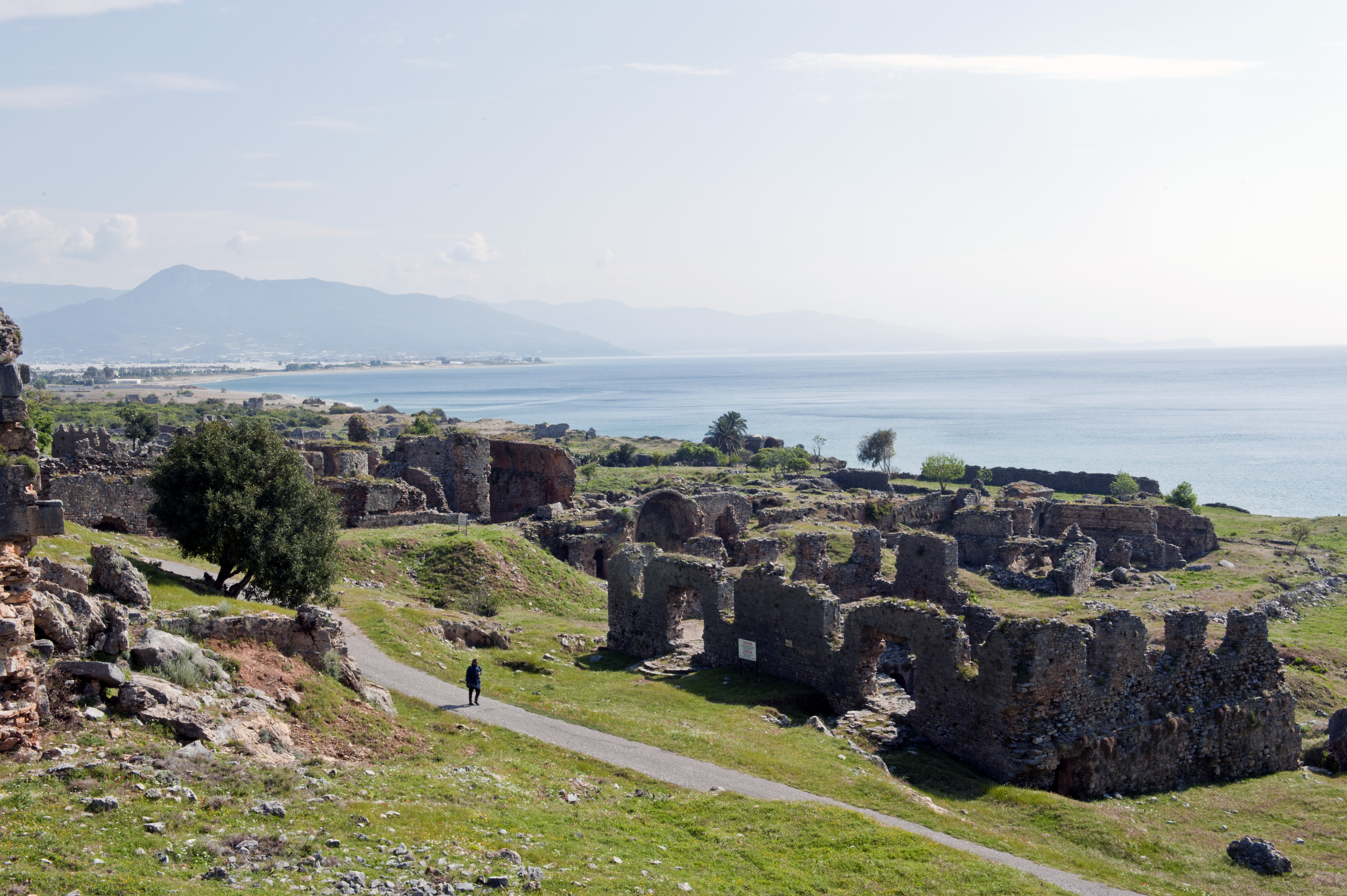
Restos de Anemurium

Las ruinas de Anemurium fueron mencionadas por Francis Beaufort, un capitán naval inglés que exploró la costa sur de Turquía en 1811-12 y que publicó sus descubrimientos en Karamania. Las excavaciones fueron dirigidas por Elizabeth Alfoldi, de la Universidad de Toronto (1965–1970), y posteriormente por James Russell, de la Universidad de Columbia Británica, junto con Hector Williams y su esposa Caroline.
La ciudad superior o acrópolis ocupa el cabo, y se describe en la Enciclopedia de Sitios Cásicos de Princeton como protegida en tres lados por acantilados escarpados y en el lado de tierra por un muro con torres y entradas en zigzag. Estas fortificaciones y el edificio interior se construyeron en la época medieval, en parte utilizando elementos helenísticos. La ciudad baja al norte de la ciudadela se extendía por al menos 1500 m hasta un área ahora cubierta de dunas de arena y con un ancho de 400 m entre el malecón este y un acueducto en el oeste.

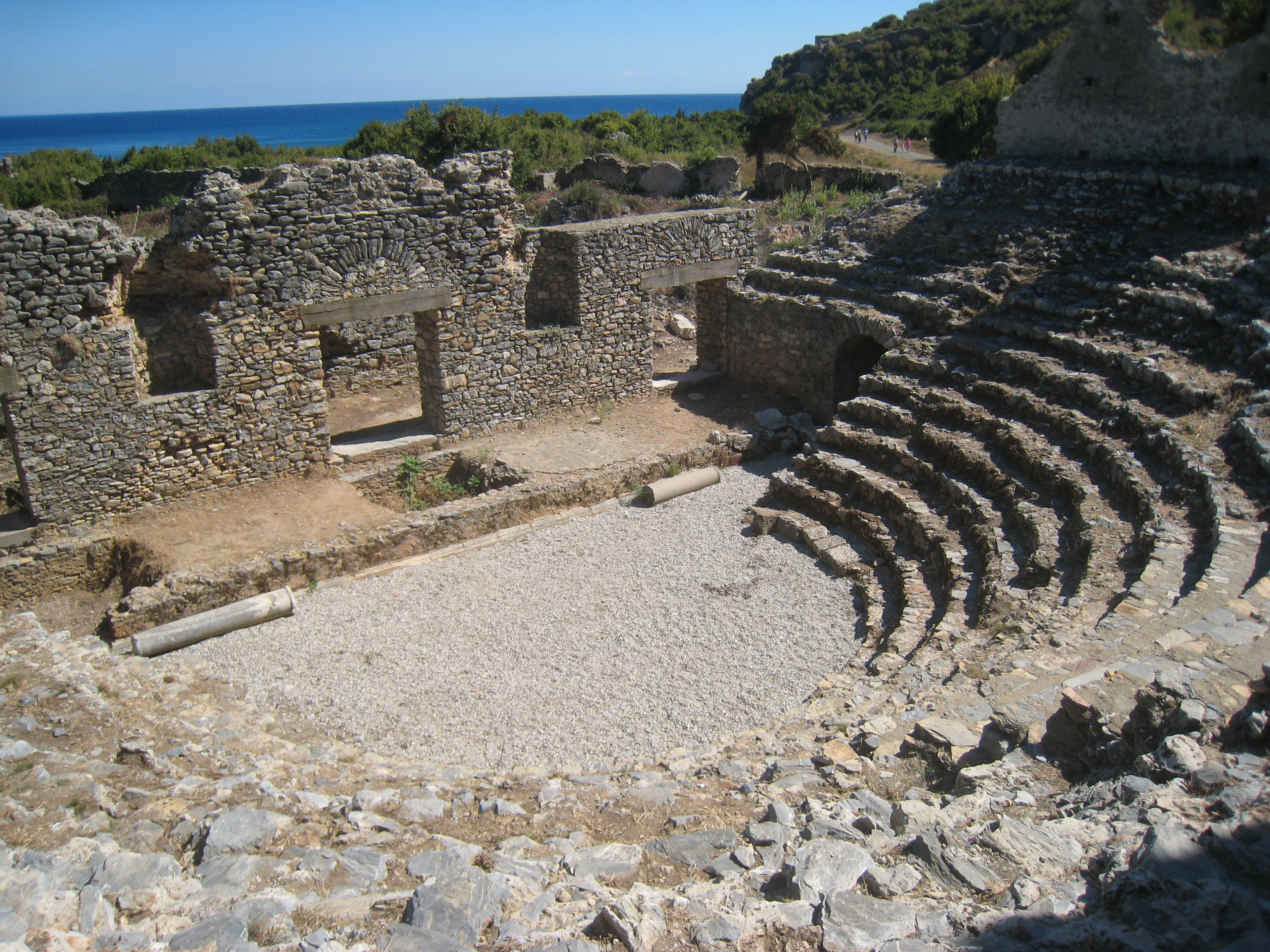
Odeón de Anemorium

Los restos descubiertos incluyen un gran teatro, un pequeño odeón cubierto o buleuterio, tres baños públicos grandes y uno pequeño, decorados con pisos de mosaico (algunos convertidos para uso industrial en la antigüedad tardía), cuatro iglesias paleocristianas (algunas con pisos de mosaico, en su mayoría inscripciones geométricas y de donantes), y una exedra posiblemente de una basílica civil (tribunal de justicia).
En el exterior, hay una extensa necrópolis de unos 350 monumentos sepulcrales que datan del siglo I a principios del IV. Algunas incluían varias habitaciones, un segundo piso e incluso un patio interior. Algunas estaban decoradas con mosaicos y pinturas murales, incluyendo una (BI16) que representaba las cuatro estaciones y una pareja cenando.